# Dendrochilum convallariiforme
Dendrochilum convallariiforme är en orkidéart som beskrevs av Johannes Conrad Schauer. Dendrochilum convallariiforme ingår i släktet Dendrochilum och familjen orkidéer.
Artens utbredningsområde är Filippinerna.

## Underarter
Arten delas in i följande underarter:
- D. c. convallariiforme
- D. c. minor

## Bildgalleri

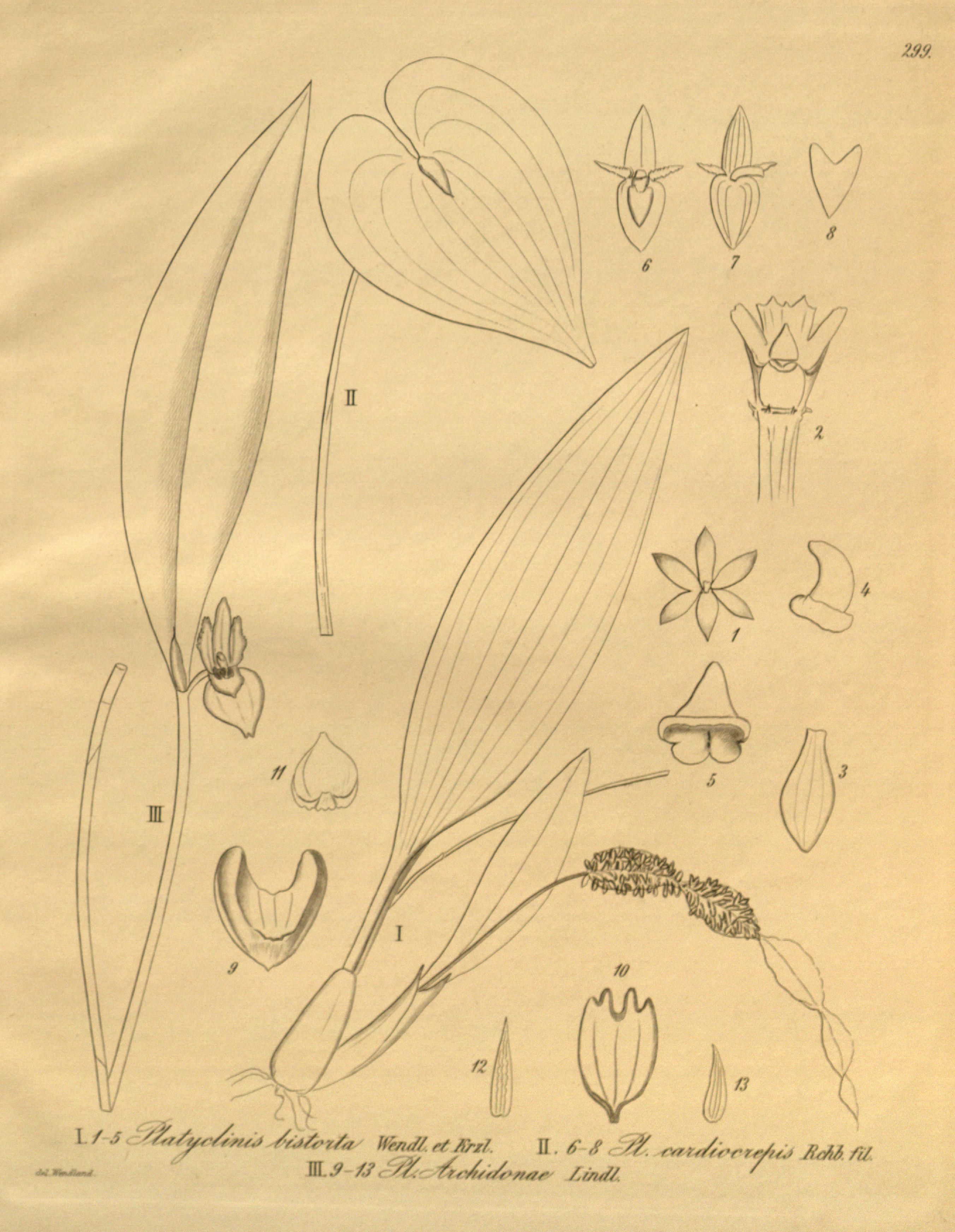